# ورزشگاه ۱۱ نوامبر
ورزشگاه ۱۱ نوامبر (به پرتغالی: Estádio 11 de Novembro)، یک ورزشگاه چند منظوره در تالاتونای آنگولا، (نزدیک لوآندا) است. این ورزشگاه که در سال ۲۰۱۰ پیش از جام ملت‌های آفریقا ۲۰۱۰ تکمیل شد، میزبان ۹ مسابقه در طول مسابقات، از جمله پنج مسابقه گروه A، یک مسابقه گروه B، یک مسابقه یک چهارم نهایی، یک مسابقه نیمه نهایی و یک مسابقه فینال بود. هزینه تخمینی آن حدود ۲۲۷ میلیون دلار آمریکا است.
در حال حاضر، این ورزشگاه به طور منظم توسط باشگاه‌های فوتبال پریمیرو د آگوستو، پترو اتلتیکو و بنفیکا لوآندا که در لیگ گیرابولا بازی می‌کنند، مورد استفاده قرار می‌گیرد. ظرفیت آن ۴۸٬۰۰۰ نفر است.
نام این ورزشگاه از تاریخ استقلال آنگولا گرفته شده است.
این ورزشگاه در شهرداری تالاتونا در بزرگراه اطراف لوآندا در کنار جاده واقع شده است.

## حادثه پس از بازیپریمیرو آگوستومقابلمازمبه
بنا به گزارش‌ها، پس از مسابقه‌ای با حضور ۴۵٬۰۰۰ تماشاگر در روز شنبه ۱۵ سپتامبر ۲۰۱۸، پنج نفر کشته شدند، از جمله دو کودک که هنگام خروج از ورزشگاه زیر دست و پا له یا خفه شدند. پیش از شروع مسابقه، هواداران از ترس وقوع یک تراژدی و با توجه به پشت سر گذاشتن مصائب مشابه در گذشته، با یک ایستگاه رادیویی تماس گرفتند و از سازمان مربوط خواستند که پس از پایان مسابقه، تمام دروازه‌ها را باز کند. وزارت جوانان و ورزش آنگولا از این حادثه ابراز تاسف کرد، به بستگان قربانیان تسلیت گفت و قول داد که تحقیقات را آغاز کند. مدیریت باشگاه قول داد که به بستگان در هزینه‌های مراسم تشییع جنازه کمک کند.